# Главное здание Университетского колледжа Лондона
Главное здание Университетского колледжа Лондона (UCL) включает в себя Октагон, Четырёхугольник, крытые аркады, Главную библиотеку, Галерею Флаксмана и Здание Уилкинса. Северное крыло, Южное крыло, здание Чедвик и здание Пирсона также считаются частью главного здания Университетского колледжа.

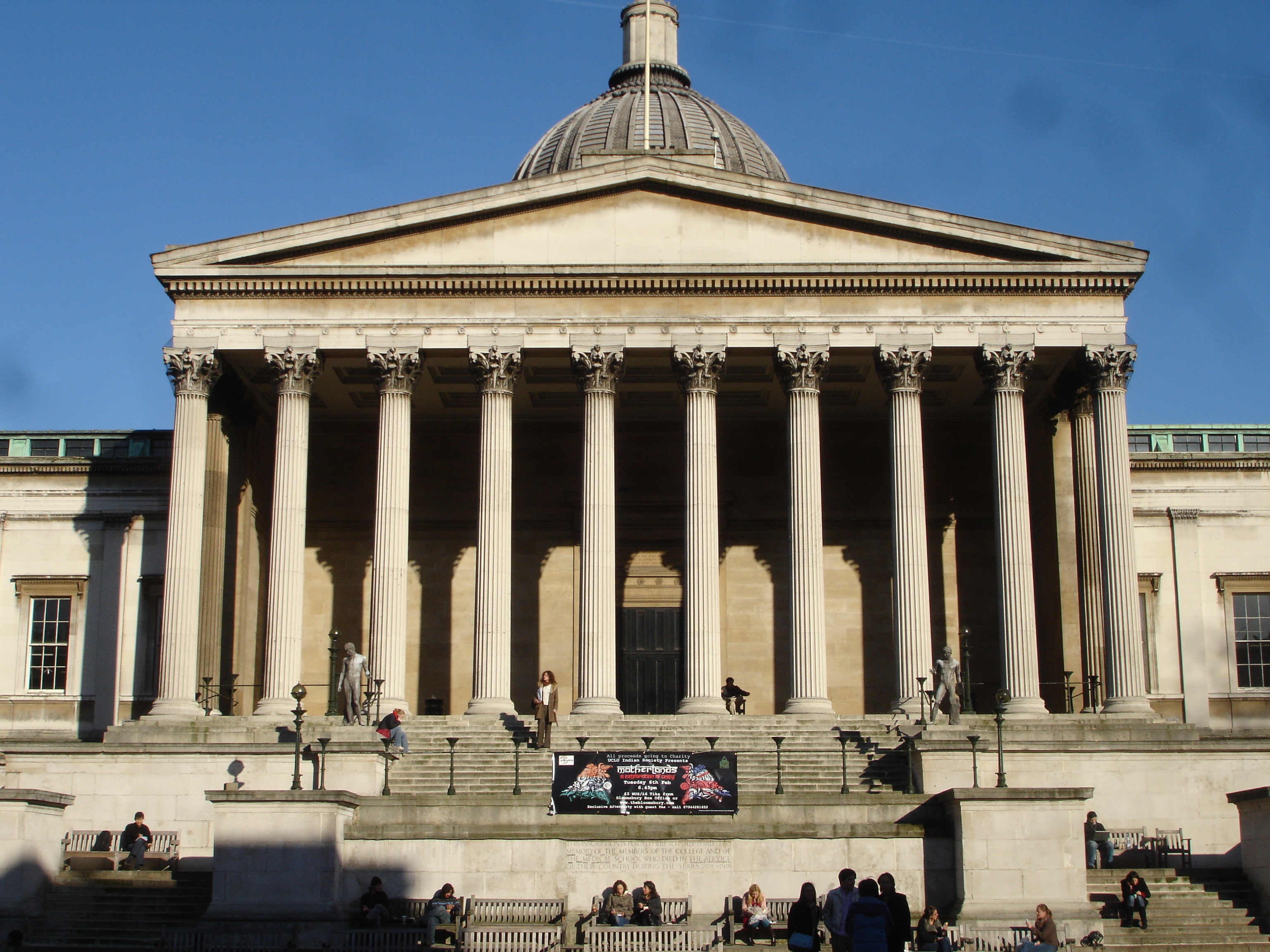
Главное здание UCL является центром кампуса UCL.

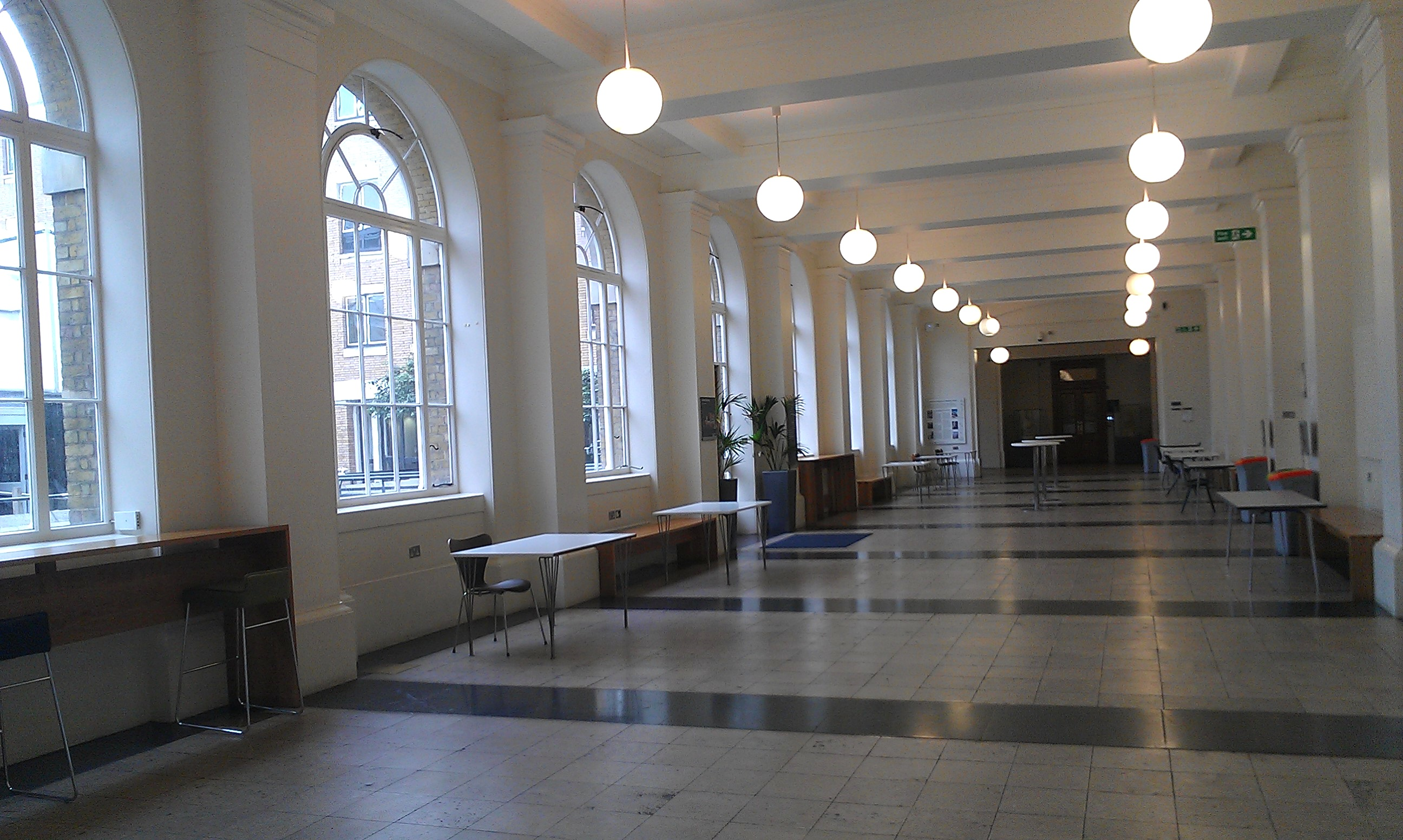
Южное крыло

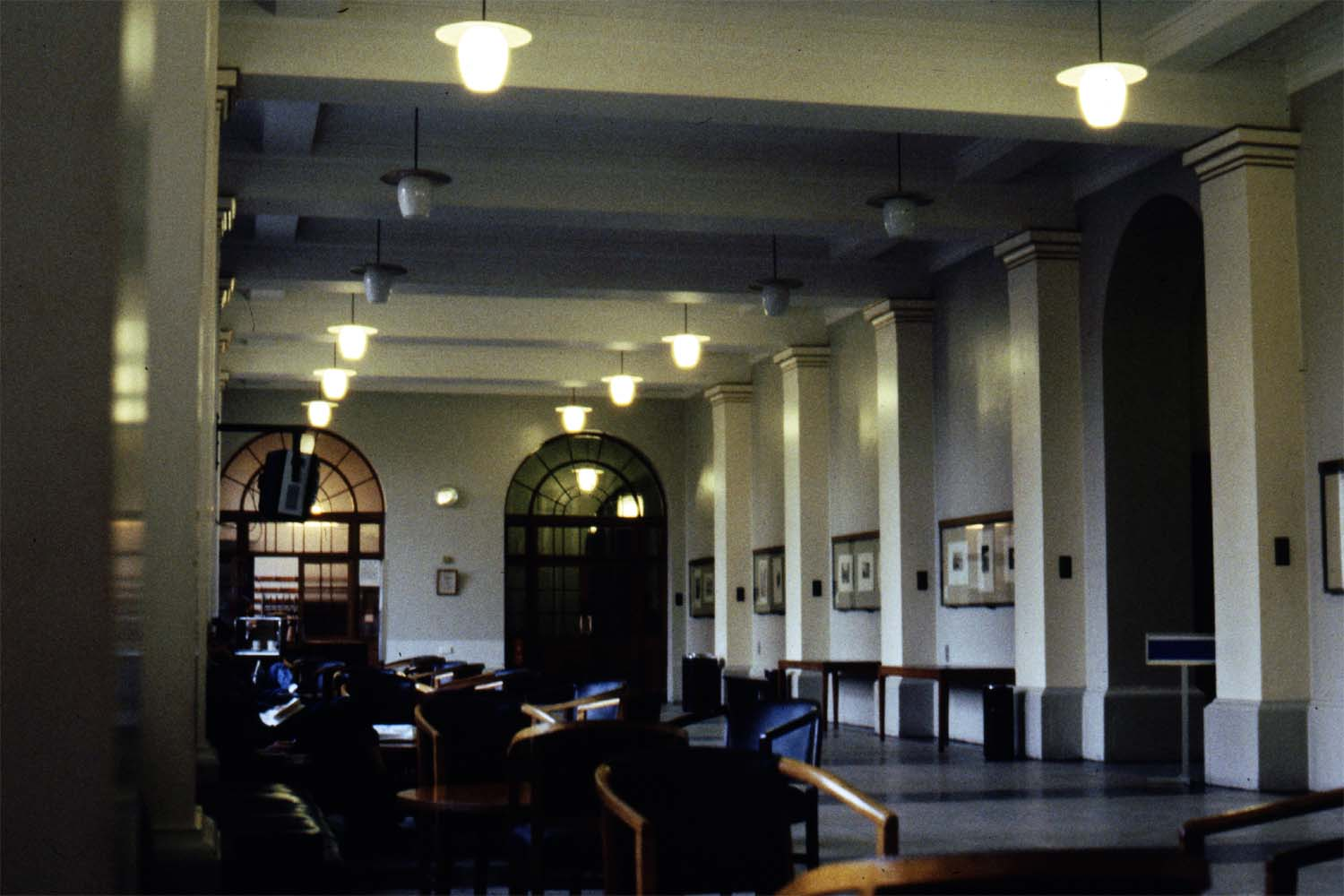
Северное крыло, UCL (1980-е годы)

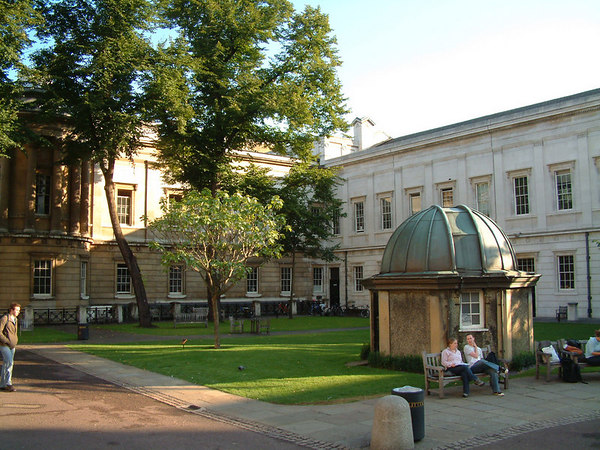
Передний квартал UCL, часть главного кампуса, напротив школы изящных искусств Слейда и главного здания, в котором находится библиотека, астрономический сарай с раздвижной крышей справа.

## История
В 1827 году, через год после основания колледжа, на месте старой площади Кармартен началось строительство главного здания. Восьмиугольное здание (Октагон) — это термин, используемый для всего главного здания, но чаще для его центральной части.  В центре здания находится богато украшенный купол, который виден повсюду. Октагон был спроектирован архитектором Уильямом Уилкинсом, который также проектировал Национальную галерею. Первоначальные планы Уилкинса предусматривали U-образное ограждение вокруг квадрата. Однако средства закончились в 1829 году, когда были закончены только портик и купол. Первоначальные планы Уилкинса не были реализованы до 20-го века: Главное здание было окончательно завершено в 1985 году, через 158 лет после закладки фундамента, на официальной церемонии открытия королевой Великобритании Елизаветой II.

## Октагон
Здание Уилкинса - это термин, используемый для всего Главного здания, но чаще для его центральной части.  В куполе Октагона находится центральный зал Главной библиотеки университета, в котором хранятся слепки из коллекции слепков Джона Флаксмана, а также фреска, изображающая строительство колледжа в мифической сцене с Джереми Бентамом, просматривающим планы.

## Переднее четырёхугольное здание
Выходящий на Гауэр-стрит, передний четырехугольник, сокращенно «Квадрат», представляет собой огороженный квадрат с дорожками, травой и несколькими парковочными местами для автомобилей с ограниченными возможностями. Есть большое количество скамеек, а также две выведенные из эксплуатации астрономические обсерватории.

## Крытые аркады
Крытые северная и южная аркады соединяют восьмиугольный купол с северным и южным крыльями квадрата соответственно. Они являются одной из главных магистралей Колледжа, и в течение года здесь проводится ряд выставок и мероприятий (например, выставки студентов Художественной школы Слэйда и из специальных коллекций UCL). К северу от северных монастырей находится комната Хаусмана, общая комната для персонала. Автоикона Джереми Бентама находилась в южных аркадах до февраля 2020 года, когда она был навсегда перемещена в общественный атриум Студенческого центра.

## Здание Уилкинса
Здание Уилкинса относится конкретно к части здания, построенной при жизни архитектора Уильяма Уилкинса. Оно не включает более поздние U-образные расширения вокруг Квадрата. Хотя они были спроектированы Уилкинсом, они не были построены до 1985 года. Таким образом, здание Уилкинса относится к старейшим частям Главного здания: центральной части главного здания, которая включает в себя Главную библиотеку UCL, купол, галерею Флаксмана и монастыри. Здание Уилкинса (вместе с южным крылом, построенным в 1869–1876 годах, северным крылом, построенным в 1870–81 годах, и частями западной стороны, построенными в 1912–1952 годах) внесено в список I степени; две обсерватории в квадрате занесены в список II степени.

## Главная библиотека
Основная библиотека содержит коллекции UCL, касающиеся искусства и гуманитарных наук, истории, экономики, государственной политики и права. Галерея Флаксмана, коллекция скульптур и картин художника Джона Флаксмана, расположена внутри Главной библиотеки в Октагон-билдинге под центральным куполом колледжа.